# HD15476
HD15476 — хімічно пекулярна зоря спектрального класу A1 й має видиму зоряну величину в смузі V приблизно 9,4.